# West Liberty (Kentucky)
West Liberty és una població dels Estats Units a l'estat de Kentucky. Segons el cens del 2000 tenia 3.277 habitants.

## Demografia
Segons el cens del 2000, West Liberty tenia 3.277 habitants, 696 habitatges, i 446 famílies. La densitat de població era de 285,6 habitants/km².
Dels 696 habitatges en un 27,6% hi vivien nens de menys de 18 anys, en un 47,7% hi vivien parelles casades, en un 14,1% dones solteres, i en un 35,8% no eren unitats familiars. En el 32,8% dels habitatges hi vivien persones soles el 14,7% de les quals corresponia a persones de 65 anys o més que vivien soles. El nombre mitjà de persones vivint en cada habitatge era de 2,15 i el nombre mitjà de persones que vivien en cada família era de 2,71.
Per edats la població es repartia de la següent manera: un 10,1% tenia menys de 18 anys, un 14,8% entre 18 i 24, un 44,2% entre 25 i 44, un 19,4% de 45 a 60 i un 11,5% 65 anys o més.
L'edat mediana era de 36 anys. Per cada 100 dones de 18 o més anys hi havia 297,4 homes.
La renda mediana per habitatge era de 21.429 $ i la renda mediana per família de 30.875 $. Els homes tenien una renda mediana de 25.417 $ mentre que les dones 19.464 $. La renda per capita de la població era d'11.215 $. Entorn del 25,7% de les famílies i el 28,6% de la població estaven per davall del llindar de pobresa.

## Poblacions més properes
El següent diagrama mostra les poblacions més properes.